# Hammerheart
A Hammerheart a svéd Bathory ötödik nagylemeze, amely 1990-ben jelent meg.
Talán a legtöbbet emlegetett Bathory lemez, ekkor indult az énekes Quorthon viking metal "korszaka": a monumentális/drámai oldal tovább erősödött, eltűnnek a gyors tempójú nóták, előtérbe került a dallamos ének, a kórusok, és szerephez jutottak az akusztikus hangszerek is. Ez az első Bathory lemez, amelyik az elejétől a végéig mitológiai szövegeket tartalmaz, és ehhez illő zenét vonultat fel.
A korong sok rajongónak csalódást okozott, amiért Quorthon felhagyott korábbi jellegezetes "rikácsoló" énekstílusával, de ma már az Under the Sign of the Black Mark albummal együtt a klasszikus Bathory-albumok közt tartják számon.

## Számlista

### Eredeti kiadás
1. "Shores in Flames" – 11:07
2. "Valhalla" – 9:33
3. "Baptised in Fire and Ice" – 7:57
4. "Father to Son" – 6:28
5. "Song to Hall up High" – 2:30
6. "Home of Once Brave" – 6:43
7. "One Rode to Asa Bay" – 10:23
8. "Outro" - 0:52

### 2003-as remastered változat
1. "Shores in Flames"
2. "Valhalla"
3. "Baptised in Fire and Ice"
4. "Father to Son"
5. "Song to Hall Up High/Home of Once Brave"
6. "One Rode to Asa Bay"
7. "Outro"

## Közreműködők
- Quorthon – elektromos gitár, akusztikus gitár, ének, szövegek
- Kothaar – basszusgitár
- Vvornth – dob, ütőhangszerek
- Julia Schechner – albumborító